# John Lawrence (missionnaire)
Ne doit pas être confondu avec John Lawrence.
John Lawrence, né en 1844 à Great Malvern et mort le 18 octobre 1932 à Punta Remolino (Terre de Feu), est un missionnaire protestant britannique. 

## Biographie
Il accompagne dès 1873 le fils d'Allen Gardiner en Terre-de-Feu et lui succède à la tête des missions protestantes lorsqu'il meurt. Il demeure à la mission d'Ushuaïa jusqu'en 1886 et finit sa vie à Punta Remolino,. 
Jules Verne le mentionne de façon erronée en écrivant « John Laurence » dans le chapitre XIV de son roman En Magellanie. 